# Центральный (стадион, Курган)
Стадион «Центральный» им. В. Н. Брумеля — стадион в Кургане; в основном используется для проведения футбольных матчей с участием футбольного клуба «Тобол». 12 августа 2017 года торжественно открыли обновлённый стадион. С 8 сентября 2018 года носит имя В. Н. Брумеля.

## История
1 сентября 1896 года в Кургане основано Вольно-пожарное общество. Рядом с городской заставой (ныне — перекресток улиц Куйбышева и Аргентовского (бывшей Быструшкинской)) у него было своё здание с каланчой и площадка для тренировок, расположенная на пойменом лугу речки Быструшки. Вскоре там построили стадион «Вольнопожарного общества». Решение о строительстве в Кургане стадиона, как центрального спортивного ядра, было принято в 1941 году.
23 июля 1945 года стадион переименовали в «Динамо». В конце 1950-х он перешёл в Строительный трест № 74 и поменял название на «Строитель». В 1964 году игравшую в классе «Б» футбольную команду мастеров передали Курганскому машиностроительному заводу и стадион стал называться «Труд». Футбольные матчи собирали полные трибуны. Курганская школа конькобежного спорта была одной из ведущих в Советском Союзе. Здесь проходили соревнования не только областного и окружного масштаба, но и республиканского.
Летом 1984 года вместе с футбольной командой «Торпедо» состоялось возродился и стадион, который получил название «Центральный». Построена южная трибуна, появились осветительные мачты. Стадион «Центральный» долгие годы для города был символом, его визитной карточкой, на стадионе проводились международные футбольные матчи. Здесь выступали звезды эстрады.
В начале 1990-х годов у «Курганмашзавода» денег на содержание не стало и стадион стал использоваться не по своему прямому назначению. В подтрибунных помещениях южной трибуны расположились магазины автозапчастей. Часть земельного участка площадью 0,5757 га использовалась под платную стоянку автотранспорта.

### Вторая жизнь
Осенью 2011 года Правительство Курганской области выкупило стадион у «Курганмашзавода». Было принято решение реконструировать сооружение полностью. Самой главной целью при этом стал демонтаж трёх первых рядов на северной трибуне, что в свою очередь поможет расширить беговую дорожку для легкоатлетов и уложить 8 беговых дорожек. Футбольный газон теперь будет искусственным, трибуны тоже будут реконструироваться. Будут установлены новые более комфортные сидения, сверху над ними появится козырек, появится VIP-трибуна, комментаторская. В под трибунном помещении появится тренерская, помещение для занятия тяжелой атлетикой, тренажерные залы. В планах на стадионе установить фотофиниш, электронное табло, заменить освещение на вышках, установить новую звуковую аппаратуру. Также появятся зоны для олимпийских видов спорта таких как: прыжки в высоту, длину и тройного прыжка, метание копья, диска, молота и толкание ядра. Теннисный корт полностью реконструируют на нём станет возможным проводить такие игры как теннис, гандбол, волейбол, мини-футбол. В июле — декабре 2016 года ООО «ДСМ» провело полную реконструкцию стадиона. Сумма контракта превысила 179,2 млн рублей, из них 70 миллионов — средства федерального бюджета.
12 августа 2017 года торжественно открыли обновлённый стадион. Губернатор А.Г. Кокорин после осмотра сооружения назвал его лучшим спортивным объектом в области.
Стадион «Центральный» находился в оперативном управлении ГКОУ ДОД «ОСДЮСШОР № 1».
8 сентября 2018 года стадиону «Центральный» присвоено имя В. Н. Брумеля.
В октябре 2019 года создано Государственное бюджетное учреждение «Дирекция эксплуатации и содержания спортивных объектов Курганской области», которое занимается содержанием и эксплуатацией объектов сферы физической культуры и спорта, среди них — Стадион «Центральный» им. В. Н. Брумеля.

## Сооружения
На стадионе есть футбольное поле с естественным покрытием, восемь беговых дорожек, секторы для прыжков в длину и высоту и метания снарядов, открытая спортивная площадка для игры в теннис и мини-футбол, гимнастический городок для общефизической подготовки с перекладинами и брусьями. Реконструированы трибуны, которые смогут вместить 6800 чел., построена комментаторская. Под трибунами находятся раздевалки, спортзалы и административные помещения. Зимой работают пункты заточки и выдачи коньков.

## Адрес
- 640022, Курганская область, г. Курган, ул. Советская, 184/1

## Руководитель
Директор — Катанаев Сергей Александрович.